# Virginische Zaubernuss
Die Virginische Zaubernuss (Hamamelis virginiana), auch Herbstblühende Zaubernuss oder Virginischer Zauberstrauch (englischer Trivialname: Witch Hazel) genannt, ist eine Pflanzenart in der Familie der Zaubernussgewächse (Hamamelidaceae). Sie ist als Bestandteil der Strauch- und Unterholzflora in Laubmischwäldern im östlichen Nordamerika beheimatet.

## Beschreibung

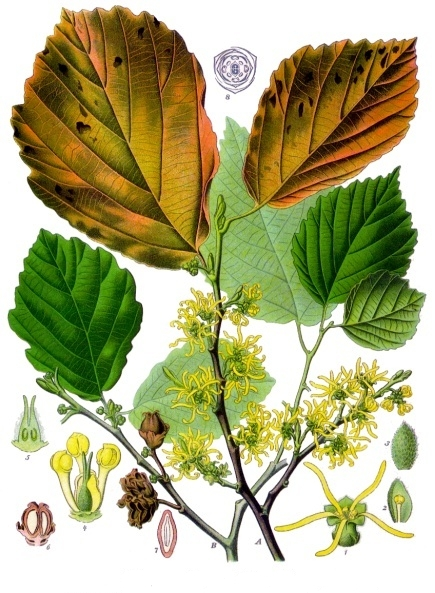
Illustration der Virginische Zaubernuss (Hamamelis virginiana)

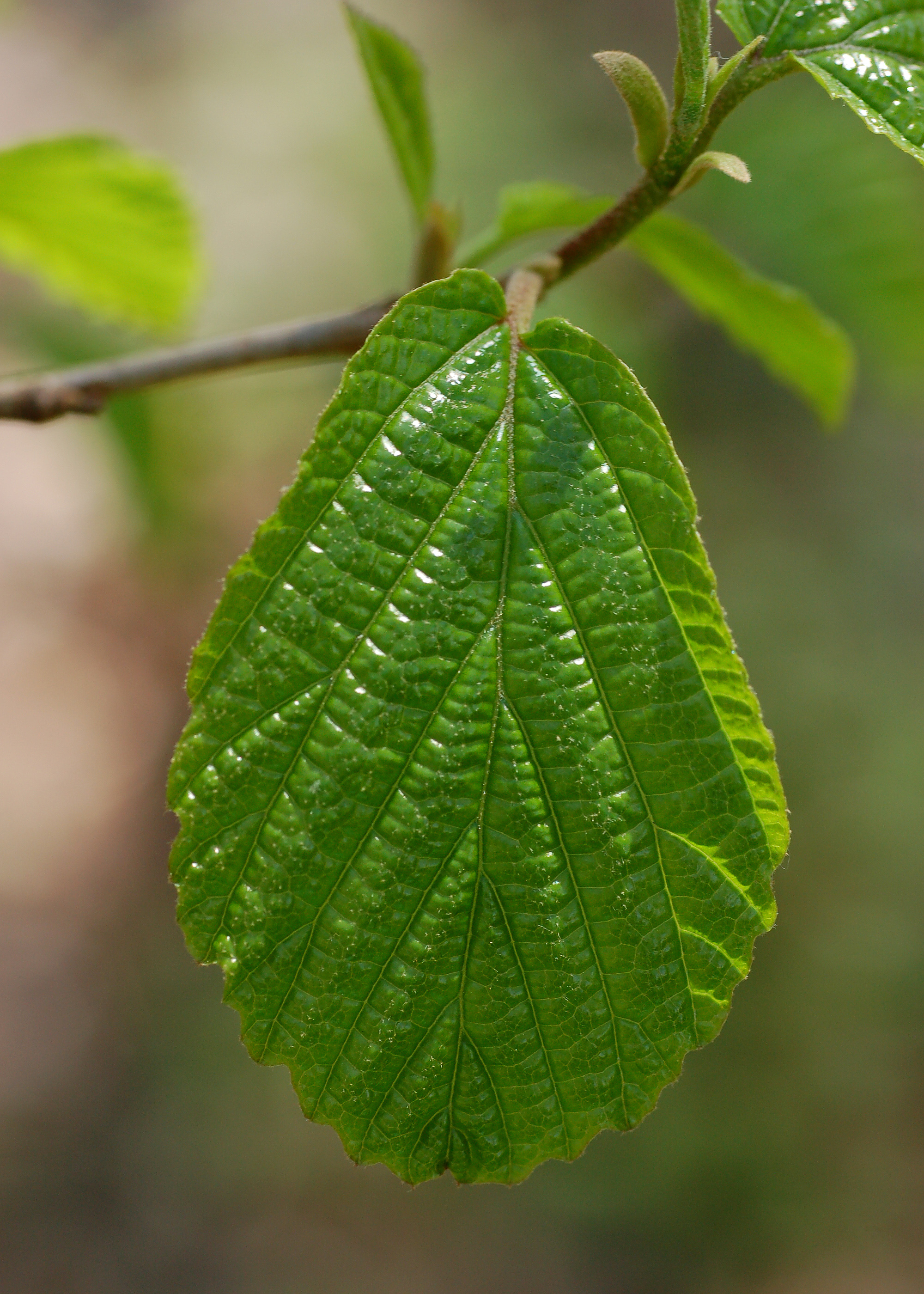
Nahaufnahme des Laubblattes

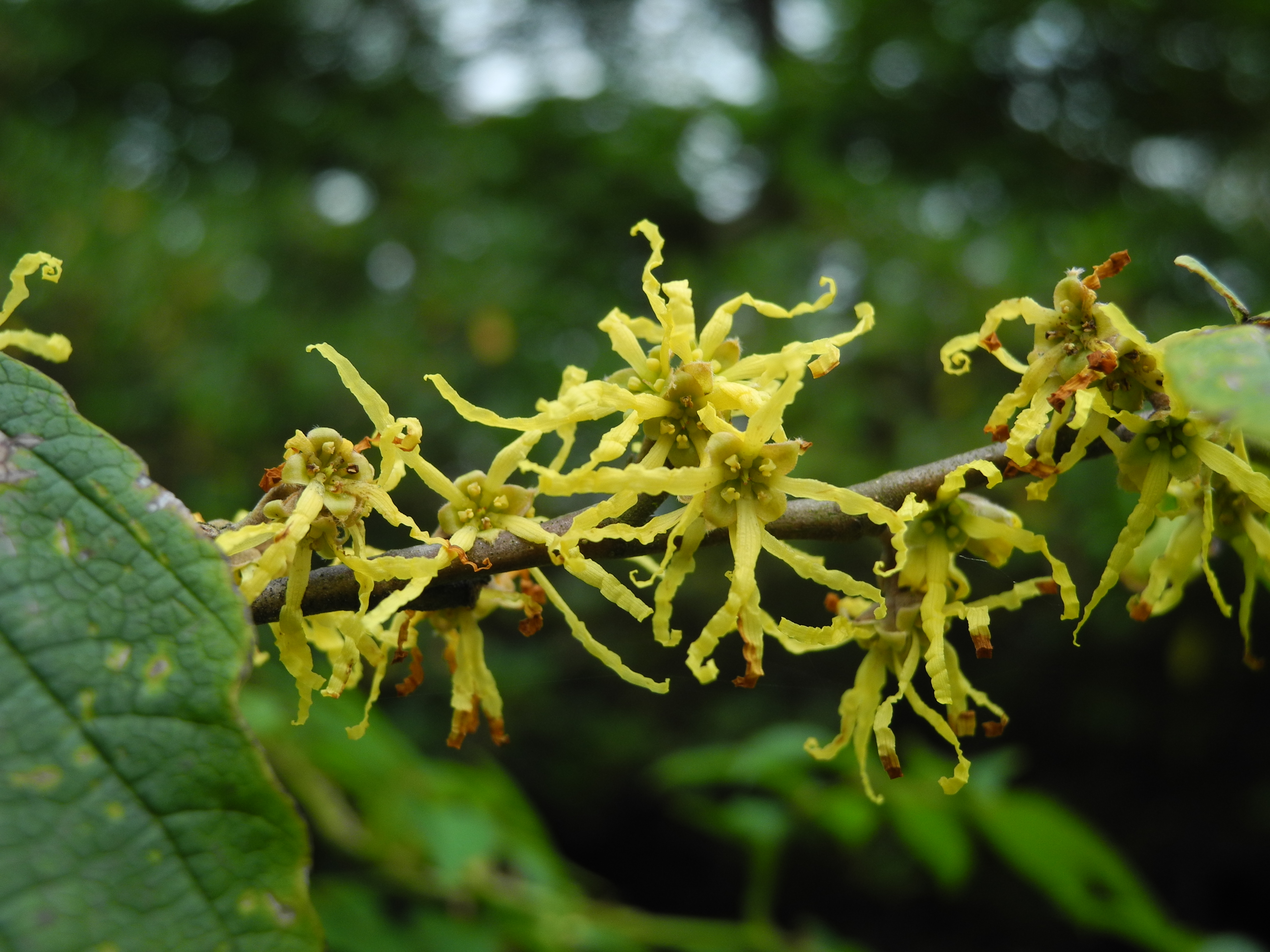
Blüten

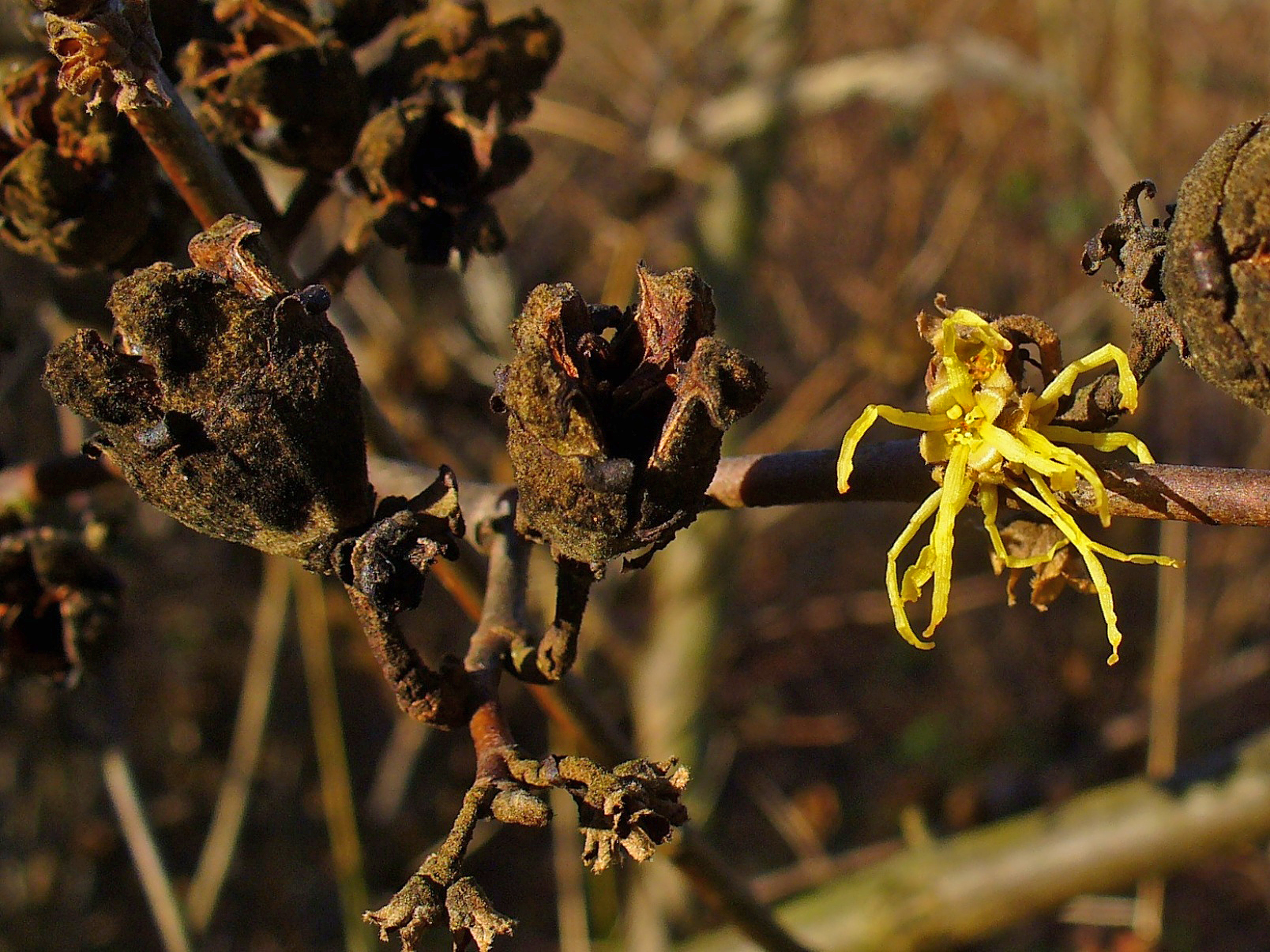
Blüte und Frucht von Hamamelis virginiana

### Vegetative Merkmale
Die Virginische Zaubernuss (Hamamelis virginiana) ist ein baumartiger Strauch, in ihrem Heimatland auch als kleiner Baum mit kurzem Stamm. Der sommergrüne, laubabwerfende Strauch erreicht normalerweise eine Wuchshöhe von 3 bis 6 m, selten bis 10 m. Die Rinde junger Zweige ist grau oder bräunlich-rot behaart. Die Borke ist später hellbraun, glatt oder leicht schuppig.
Die wechselständigen, haselnussähnlichen Laubblätter sind in Blattstiel und -spreite gegliedert. Der Blattstiel ist meist 6 bis 15 (bis 20) mm lang. Die einfache, leicht ledrige, spitze bis stumpfe, grob gekerbt, gezähnt bis buchtige oder geschweifte Blattspreite ist mit einer Länge von 4 bis 17 cm und einer Breite von 2,5 bis 13 cm eiförmig bis verkehrt-eiförmig. Die Basis ist oft ungleich, spitz bis abgerundet und leicht herzförmig. Die Nebenblätter sind abfallend.

### Generative Merkmale
Die streng riechenden, auffällig hellgelben, korallenartig geformten Blüten erscheinen im Herbst und frühen Winter, zwischen dem bereits verfärbten Laub oder nachdem es abgefallen ist. Die Blüten erscheinen zu dritt achselständig. Die zwittrigen Blüten sind vierzählig mit doppelter Blütenhülle. Es ist ein innen grün-gelber Blütenbecher vorhanden. Die behaarten, eiförmigen Kelchblätter sind zurückgelegt. Die gelben, bis 2 cm langen Petalen sind bandförmig. Es sind 4 kurze Staubblätter und 4 kurze, nektarabsondernde Staminodien vorhanden. Der behaarte Fruchtknoten ist mittelständig mit zwei kurzen Griffeln.
Die erst im nächsten Sommer reifenden, eiförmigen, holzigen, dicht behaarten, 10 bis 14 mm langen und zweisamigen Kapselfrüchte im Blütenbecher, mit Griffel- und Kelchresten, springen bei Reife auf und schleudern die schwarzen, harten, 5 bis 9 mm großen Samen bis zu 15 m weit weg.

### Chromosomenzahl
Die Chromosomenzahl beträgt 2n = 24.

## Vorkommen
Die Virginische Zaubernuss wächst im östlichen Nordamerika von Mexiko bis Kanada. Sie bevorzugt mäßig nährstoffreiche, feuchte, eher kalkfreie Böden ohne Staunässe in voller Sonne oder Halbschatten.

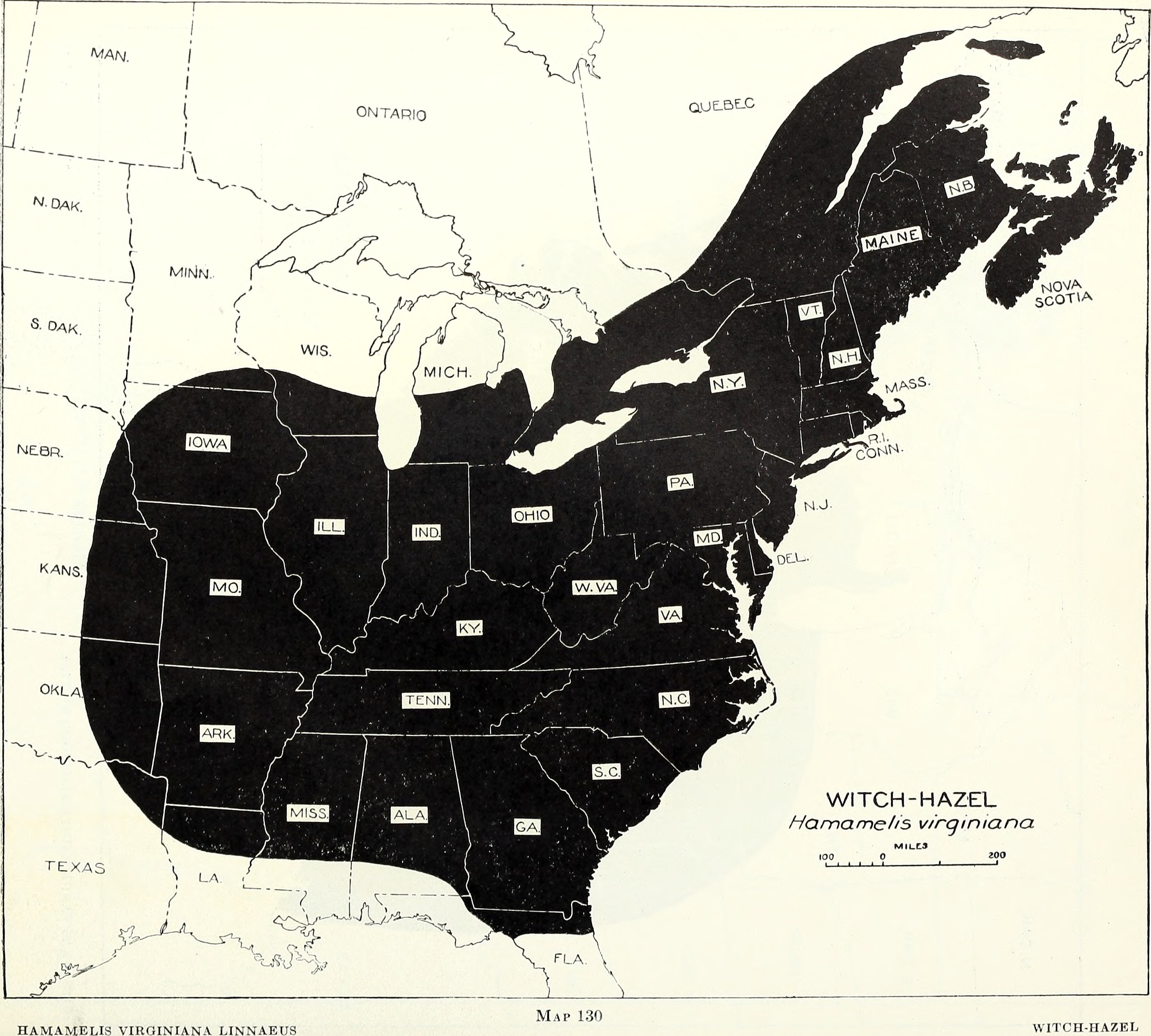
Natürliches Verbreitungsgebiet (1938)

## Verwendung

### Verwendung als Zierpflanze
Nach Europa gelangte die Virginische Zaubernuss erst im 18. Jahrhundert und zwar als Ziergehölz. Die winterharte Pflanze wird in den gemäßigten Breiten gelegentlich in Gärten und Parks angepflanzt. Sie gehört zu den wenigen im Winter blühenden Arten.

### Medizinische Verwendung
Hamameliszubereitungen dienten bei mehreren Stämmen der Ureinwohner Nordamerikas als Heilpflanze. Entsprechende Verwendungen sind insbesondere für Cherokee und Irokesen belegt. Die Cherokee verwendeten Teeaufgüsse als Schmerzmittel sowie bei Erkältungen und Hautverletzungen, die Irokesen auch in der Gynäkologie und als Brechmittel.
Der Ausschuss für pflanzliche Arzneimittel (HMPC) der Europäischen Arzneimittel-Agentur (EMA) hat Monografien für Hamameliswasser, Hamamelisrinde und Hamamelisblätter erstellt.
| Arzneidroge                                                                             | Herstellung | Qualitätsbeschreibung              | Wichtige Inhaltsstoffe | Verwendung |
| --------------------------------------------------------------------------------------- | --- | ---------------------------------- | --- | --- |
| Hamamelidis aqua (syn. Aqua Hamamelidis, Aqua Hamamelidis corticis, Liquor Hamamelidis) | Wasserdampfdestillat (Hamameliswasser) der frisch geschnittenen oder teilweise getrockneten Zweige beziehungsweise Blätter. |                                    | ätherisches Öl | Bei oberflächlichen Hautverletzungen, lokalen Entzündungen der Haut und Schleimhäute, zur Behandlung von Hämorrhoidenleiden in Anfangsstadien. |
| Hamamelidis cortex (syn. Cortex Hamamelidis)                                            | Extrakte der getrockneten, zerkleinerten Rinde der Stämme und Zweige.                                                       | Europäisches Arzneibuch (Ph. Eur.) | Gerbstoffe (ca. 8–12 %), wie zum Beispiel Hamamelitannin und freie Gallussäure. Außerdem ätherisches Öl, Ellagitannin und Flavonglykoside.                           | Bei Beschwerden wie Juckreiz, Brennen, leichten Blutungen bei Hämorrhoidenleiden (I. und II. Grad), Entzündungen der Schleimhaut im Bereich des Darmausgangs. Volkstümlich zur Unterstützung akuter, unspezifischer Durchfallerkrankungen und Menstruationsbeschwerden. |
| Hamamelidis folium (syn. Folia Hamamelidis)                                             | Extrakte der getrockneten Hamamelisblätter.                                                                                 | Europäisches Arzneibuch (Ph. Eur.) | Gerbstoffe (ca. 3–8 %), besonders Hamamelitannin sowie einfache und oligomere Proanthocyanidine, ätherisches Öl (Ionon, Safrol), Flavonoide und Kaffeesäurederivate. | Bei Juckreiz, Nässen und Brennen bei Hämorrhoidenleiden (I. und II. Grad) bei Schleimhautentzündungen im Analbereich. |

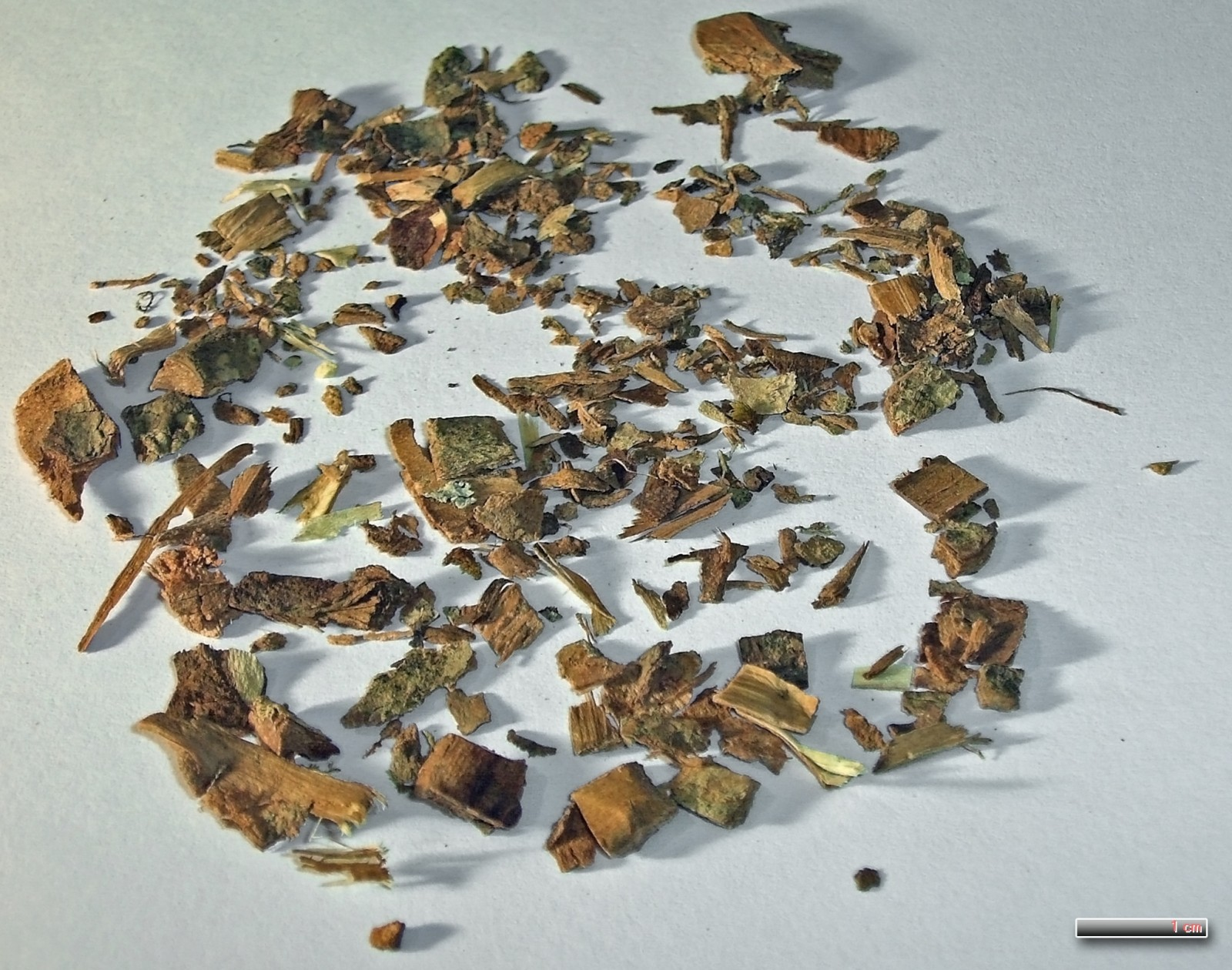
Hamamelidis cortex

Im Deutschen Arzneimittel-Codex (DAC) sind zudem Fluidextrakte aus den Blättern (Hamamelidis folii extractum fluidum) und der Rinde (Hamamelidis corticis extractum fluidum) beschrieben.
Hamamelis virginica ist ein Homöopathikum (Kurzform: Ham), welches aus der frischen Rinde von Wurzeln und Zweigen hergestellt wird. Es wurde 1850 von Constantin Hering geprüft und als Mittel besonders zur Behandlung von Verletzungen der Weichteile mit schmerzhafter venöser Blutfülle, Blutungen, Venenentzündung oder Hämorrhoidenleiden genutzt.

## Systematik und Trivialnamen
Die Erstveröffentlichung von Hamamelis virginiana erfolgte 1753 durch Carl von Linné in Species Plantarum, 1, S. 124. Bei der Wahl des botanischen Artepithetons virginiana bezog sich Carl von Linné auf die Herkunft aus dem östlichen Nordamerika, damals über die Grenzen des heutigen Bundesstaates als Virginia bezeichnet.
Synonyme für Hamamelis virginiana L. sind: Hamamelis androgyna Walter, Hamamelis corylifolia Moench, Hamamelis dioica Walter, Hamamelis macrophylla Pursh, Hamamelis virginiana fo. parvifolia (Nutt.) Fernald, Hamamelis virginiana fo. rubescens Rehder, Hamamelis virginiana var. angustifolia Nieuwl., Hamamelis virginiana var. orbiculata Nieuwl., Hamamelis virginiana var. macrophylla (Pursh) Nutt., Hamamelis virginiana var. parvifolia Nutt., Trilopus dentata Raf., Trilopus estivalis Raf., Trilopus nigra Raf., Trilopus nigra var. catesbiana Raf., Trilopus parvifolia (Nutt.) Raf., Trilopus rotundifolia Raf., Trilopus virginica (L.) Raf.
Weitere Trivialnamen sind: Amerikanische Zaubernuss, Herbstblühende Zaubernuss, Hexenhasel, Virginia-Zaubernuss.
Trivialnamen für Hamamelisblätter: Wünschelrutenblätter, Zauberhaselblätter, Zauberstrauchblätter.